# 拉沙佩勒欧诺
拉沙佩勒欧诺（法語：La Chapelle-aux-Naux，法語發音：[la ʃapɛl o no]）是法国安德尔-卢瓦尔省的一个市镇，位于该省中西部，属于希农区。

## 地理
拉沙佩勒欧诺（47°19'6"N, 0°25'39"E）面积5.25 平方千米，位于法国中央-卢瓦尔河谷大区安德尔-卢瓦尔省，该省份为法国中西部省份，北起萨尔特省、东北接卢瓦-谢尔省，东南接安德尔省，南至维埃纳省，西临曼恩-卢瓦尔省。
与拉沙佩勒欧诺接壤的市镇（或旧市镇、城区）包括：布雷埃蒙、图赖讷地区利涅尔、瓦莱尔、维朗德里、朗热。

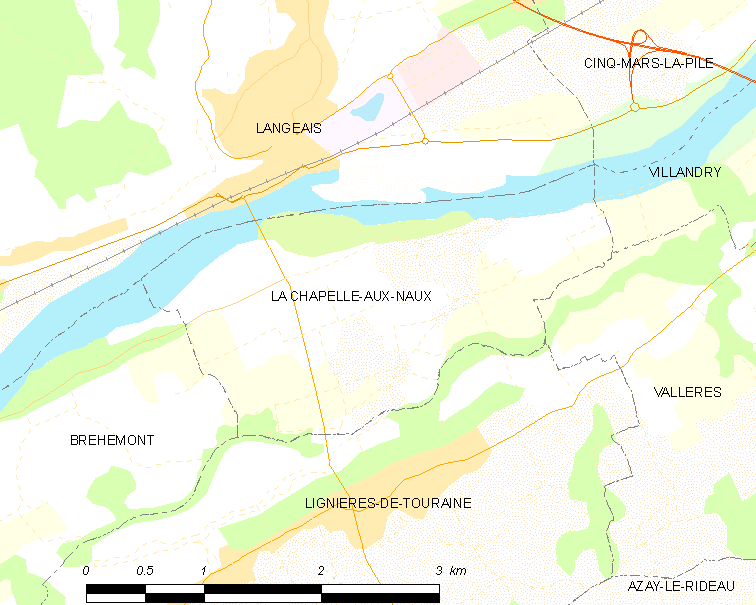
拉沙佩勒欧诺的OSM定位图

拉沙佩勒欧诺的时区为UTC+01:00、UTC+02:00（夏令时）。

## 行政
拉沙佩勒欧诺的邮政编码为37130，INSEE市镇编码为37056。

## 政治
拉沙佩勒欧诺所属的省级选区为希农县。

## 人口

1962-2008年间拉沙佩勒欧诺人口变化图示

拉沙佩勒欧诺于2022年1月1日时的人口数量为558人。